# Peter Benenson
Peter Benenson o Peter James Henry Solomon Benenson (Londres, 31 de julio de 1921-Oxford,  25 de febrero de 2005) fue un abogado británico, fundador de la organización no gubernamental dedicada a la defensa de los derechos humanos Amnistía Internacional (AI).

## Biografía
Peter Benenson nació el 31 de julio de 1921 con el nombre de Peter James Henry Solomon, en el seno de una familia judía proveniente de Rusia y de Jerusalén.
Benenson recibió su primera educación con un tutor, el poeta W. H. Auden. A continuación, asiste a Eton College y a la Universidad de Oxford, donde estudia para obtener el título de Historia en el Balliol College. En Eton se hace socialista y se convierte al catolicismo.

## Trayectoria
En 1961 Benenson quedó sobrecogido al leer una noticia en el diario británico The Observer sobre dos estudiantes portugueses de Coímbra sentenciados a siete años de prisión por brindar por la libertad en pleno régimen dictatorial de António de Oliveira Salazar. Inmediatamente escribió un artículo al editor del periódico, David Astor, y el 28 de mayo de ese año se publicó bajo el título “Los presos olvidados”. En esa carta instaba a los lectores de todo el mundo a que escribiesen misivas expresando su apoyo a los estudiantes con el fin de conseguir la excarcelación de los reclusos, a los que denominó "presos de conciencia": personas encarceladas por sus convicciones políticas, religiosas u otros motivos de conciencia, que no han recurrido a la violencia ni propugnado su uso.
Más de un millar de lectores participaron en esta acción. Quizá sin darse cuenta Benenson había dado forma a un tipo de activismo que daría excelentes resultados en la lucha contra la injusticia: la acción de numerosas personas anónimas a favor de otras personas víctimas de violaciones de los derechos humanos.
Lo que empezó como un acto puntual pronto se transformó en un movimiento internacional de carácter permanente. Al cabo de un año, la nueva organización ya había enviado delegaciones a cuatro países para elevar protestas en favor de varios presos y se había hecho cargo de 210 casos.
Había nacido Amnistía Internacional.